# Pfannenstock
Der Pfannenstock ist ein 2572 m ü. M. hoher Berg in den Schwyzer Alpen in der Schweiz.

## Geographie
Der Pfannenstock liegt vollständig im Kanton Schwyz auf dem Gebiet der Gemeinde Muotathal inmitten einer ausgedehnten Karstlandschaft, die im Norden vom fünf Kilometer entfernten Pragelpass, im Osten von der Linth, im Süden vom Klausenpass und im Westen vom Bisistal begrenzt wird. Benachbarte Berge sind nach Norden der vorgelagerte Silberen, im Osten der Bös Fulen und im Süden der Höch Turm, die vom Pfannenstock durch wenig eingeschnittene, für Karstlandschaften typisch nicht wasserführende Hochtäler getrennt sind. Einzig nach Westen weist das grössere Rätschtal mit dem Rätschtalerbach einen ständig wasserführenden Bach auf. Nördlich und nordwestlich des Pfannenstocks befinden sich mit dem Silberensystem und dem Hölloch ausgedehnte Höhlensysteme und mit dem Bödmerenwald der einzige Urwald der Schweiz. Die nächstgelegene grössere Siedlung ist Braunwald.

## Alpinismus
Der Pfannenstock kann im Sommer aus vielen Richtungen bestiegen werden. Sämtliche offiziell markierte Wanderwege vereinigen sich unmittelbar nördlich des Bergs am Chratzerenfurggeli (2140 m), sodass nur ein offizieller Wanderweg auf den Pfannenstock führt, der als Bergwanderweg gilt und dessen Schwierigkeit auf der SAC-Wanderskala mit T3 klassifiziert wird. Grundsätzlich kann der Pfannenstock aber auch weglos auf schwierigeren Routen aus anderen Richtungen bestiegen werden. Ausgangspunkte für eine Besteigung ist oft der Pragelpass, aber auch das Bisistal, die Glattalp, das Klöntal oder Braunwald sind grundsätzlich denkbar.
Im Winter kann der Pfannenstock das Ziel einer langen Skitour sein. Skirouten führen vom Ortstockhaus bei Braunwald oder Schwarzenbach im Bisistal auf den Gipfel, der Schwierigkeitsgrad wird mit WS+ resp. ZS+ auf der SAC-Skitourenskala bewertet.